# Basso acustico
Il basso acustico è uno strumento musicale acustico simile alla chitarra, con caratteristiche che lo rendono simile anche al contrabbasso (registro e funzione di accompagnamento) e con la stessa estensione; è solitamente munito di quattro corde (dalla più grave alla più acuta mi, la, re, sol); ne esistono anche versioni estese a cinque corde (si, mi, la, re, sol). La sesta corda è generalmente più utilizzata nel basso elettrico.
Il suono è grave ("basso") e si usa prevalentemente nella sezione ritmica. Lo strumento è suonato pizzicando le corde con indice e medio della mano destra nella tecnica a due dita; indice, medio e anulare nella tecnica a tre dita. Un'altra tecnica che lo porta ad assomigliare maggiormente ad una chitarra è l'uso di un plettro. Può essere amplificato tramite pick up o microfonato per i concerti.
Il basso è generalmente uno strumento monofonico: le note sono emesse una alla volta mentre gli accordi vengono suonati raramente, data la funzione dello strumento.

## Storia
Il primo basso acustico moderno è stato sviluppato agli inizi degli anni settanta da Ernie Ball di San Luis Obispo, in California. Lo scopo di questa "innovazione musicale" era quello di fornire ai bassisti uno strumento acustico che si potesse integrare meglio con il suono delle chitarre acustiche.
Oggi viene prodotto da diverse marche quali: Alvarez, Eston, Gibson, Fender, Ibanez (linea Prestige), Ovation, Tacoma, Cort, Maton e Roling's, Eko (azienda).